# Tamami Koyake
Tamami Koyake (jap. 小宅 珠実, Koyake Tamami; * 14. September 1948 in Yokohama) ist eine japanische Jazzmusikerin (Flöte).
Koyake begann neunjährig mit dem Flötenspiel. Sie absolvierte ein klassisches Studium an der Kunitachi-Musikhochschule in Tokyo, um sich dann dem Jazz zuzuwenden. Seit 1974 leitete seine eigene Band. 1978 entstanden erste Aufnahmen für ihr Debütalbum Koyake First (Paddle Wheel). Eingespielt hatte sie es mit Isao Suzuki, von dem auch die Kompositionen und Arrangements stammten, sowie mit Shigeo Hirayama, Shinji Ohshima, Masayoshi Yoneda, Shuji Miyake und Takayuki Katō.
1979 wirkte sie auch in der Gruppe von Isao Suzuki; von 1982 bis 1986 trat sie zudem mit der Samba-Band Spick and Span auf. Weiterhin arbeitete sie mit Larry Coryell, Shigeharu Mukai und Hank Jones. Bei einem New-York-Aufenthalt entstand 1991 die Produktion First New York Session (Paddle Wheel), bei der Koyake mit Kenny Barron, Ron McClure und Mike Reznikoff spielte.   Im Bereich des Jazz listet sie Tom Lord zwischen 1979 und 1992 bei neun Aufnahmesessions. 2002 legte sie noch das Album High Fly (3D) vor.

## Diskographische Hinweise
- Someday - い・つ・か (Better Days, 1982), mit Hiroshi Yoshino, Ryōjirō Furusawa, Shota Koyama, Fumio Itabashi, Koichi Hiroki, Hiroshi Hatsuyama, Hiroshi Hatsuyama, Ryōjirō Furusawa
- Windows / Tamami Meets Coryell (Paddle Wheel, 1983), mit Larry Coryell, Hideo Kawahara, Hideo Sekine, Toru Tsuzuki
- Face to Space (Paddle Wheel, 1984), mit Shigeharu Mukai, Ichirō Doi, Ikuo Sakurai, Mike Reznikoff, Kazuo Yoshida
- Elsa / Tamami Meets Coryell II (Paddle Wheel, 1985), mit  Ikuo Sakurai, Mike Reznikoff, Larry Coryell, Kazuo Yoshida, Ichiro Doi
- The Great Jazz Quartet/Tamami Koyake: Hot Flutes (Paddle Wheel, 1985), mit Hank Jones, Sam Most, Ichiro Doi, Ray Brown, Alan Dawson
- Lady’s Blues (Paddle Wheel, 1992), mit Toshiyuki Daitoku, Hiroaki Mizutani,  Mike Reznikoff